# Atesta paratasmanica
Atesta paratasmanica là một loài bọ cánh cứng trong họ Cerambycidae.